# Мамола
Ма̀мола (на италиански: Mammola) е малко градче и община в Южна Италия, провинция Реджо Калабрия, регион Калабрия. Разположено е на 240 m надморска височина. Населението на общината е 3040 души (към 2012 г.).